# Centrale thermique de Tchita-1
La centrale thermique de Tchita (en russe : Читинская ТЭЦ-1) est une centrale thermique de la ville de Tchita dans le kraï de Transbaïkalie en Russie. Mise en service en 1965, la capacité installée de la centrale est de 452,8 MW.